# Drynaria

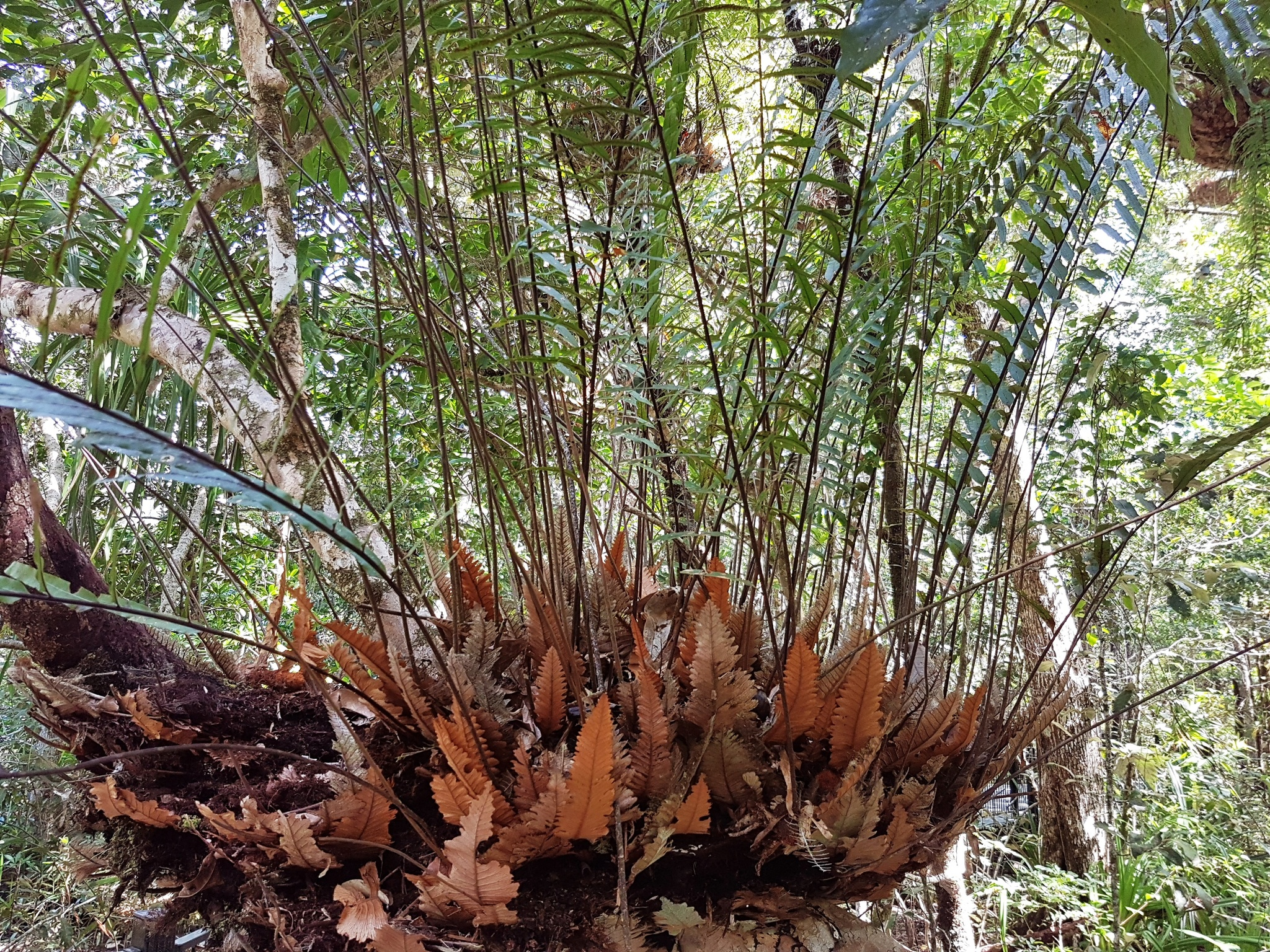
Drynaria rigidula

Drynaria (Drynaria (Bory) J. Sm.) – rodzaj roślin należący do rodziny paprotkowatych. W dawniejszym, wąskim ujęciu należało tu 16 gatunków, w szerszym ujęciu są tu zaliczane ok. 33 gatunki. Rośliny te występują w tropikach Starego Świata – w równikowej Afryce, na Madagaskarze, na obszarach od Indii i Chin po Australię. Najbardziej zróżnicowany jest w Azji południowo-wschodniej.
Są to paprocie epifityczne, zwykle o zróżnicowanych liściach – płonne są krótkie i szerokie, szybko zasychają i służą do gromadzenia próchnicy, liście zarodnionośne są długie, podzielone pierzasto lub palczasto wcinane. Niektóre paprocie z tego rodzaju osiągają duże rozmiary (np. drynaria sztywna D. rigidula osiąga 2,5 m). Ze względu na efektowny wygląd i odporność na niekorzystne warunki, w tym wahania temperatury, okresy przesuszenia, silne nasłonecznienie, są uprawiane w warunkach domowych jako rośliny pokojowe.

## Systematyka
W systemie PPG I z 2016 jest to jeden z 6 rodzajów podrodziny Drynarioideae w obrębie rodziny paprotkowatych Polypodiaceae (ujęty w nim pod nazwą Aglaomorpha). Wcześniej wyróżniano w obrębie podrodziny więcej rodzajów, a wąsko ujmowany rodzaj Drynaria liczył 16 gatunków. Po ustaleniu relacji filogenetycznych na podstawie badań molekularnych scalono kilka rodzajów tworząc rodzaj liczący wedle różnych źródeł od 33 do ok. 50 gatunków. W części ujęć nosi on nazwę Aglaomorpha, ale zaproponowano utrzymanie nazwy Drynaria stąd w jednych bazach taksonomicznych widnieje pod taką nazwą, a w innych jako Aglaomorpha.
Wykaz gatunków
- Drynaria aglaomorpha Christenh.
- Drynaria baronii Diels
- Drynaria bonii Christ
- Drynaria brooksii (Copel.) Christenh.
- Drynaria cornucopia (Copel.) Alderw.
- Drynaria coronans (Wall. ex Mett.) J.Sm.
- Drynaria delavayi Christ
- Drynaria descensa Copel.
- Drynaria drynarioides (Hook.) Christenh.
- Drynaria × dumicola Bostock
- Drynaria heracleum T.Moore – drynaria wielkolistna, aglomorfa wielkolistna
- Drynaria hieronymi (Brause) Christenh.
- Drynaria involuta Alderw.
- Drynaria latipinna (C.Chr.) Christenh.
- Drynaria laurentii (Christ) Hieron.
- Drynaria meeboldii Rosenst.
- Drynaria meyeniana (Schott) Christenh.
- Drynaria mollis Bedd.
- Drynaria nectarifera (Becc.) Diels
- Drynaria novoguineensis (Brause) Christenh.
- Drynaria parishii Bedd.
- Drynaria parkinsonii (Baker) Diels
- Drynaria pilosa (J.Sm.) Christenh.
- Drynaria pleuridioides C.Presl
- Drynaria propinqua (Wall. ex Mett.) J.Sm. ex Bedd.
- Drynaria quercifolia (L.) J.Sm. – drynaria dębolistna
- Drynaria rigidula (Sw.) Bedd. – drynaria sztywna
- Drynaria roosii Nakaike
- Drynaria sagitta (Christ) Christenh.
- Drynaria sparsisora (Desv.) T.Moore
- Drynaria speciosa (Blume) Christenh.
- Drynaria tricuspis (Hook.) Christenh.
- Drynaria volkensii Hieron.
- Drynaria willdenowii (Bory) T.Moore